# Neotomismo

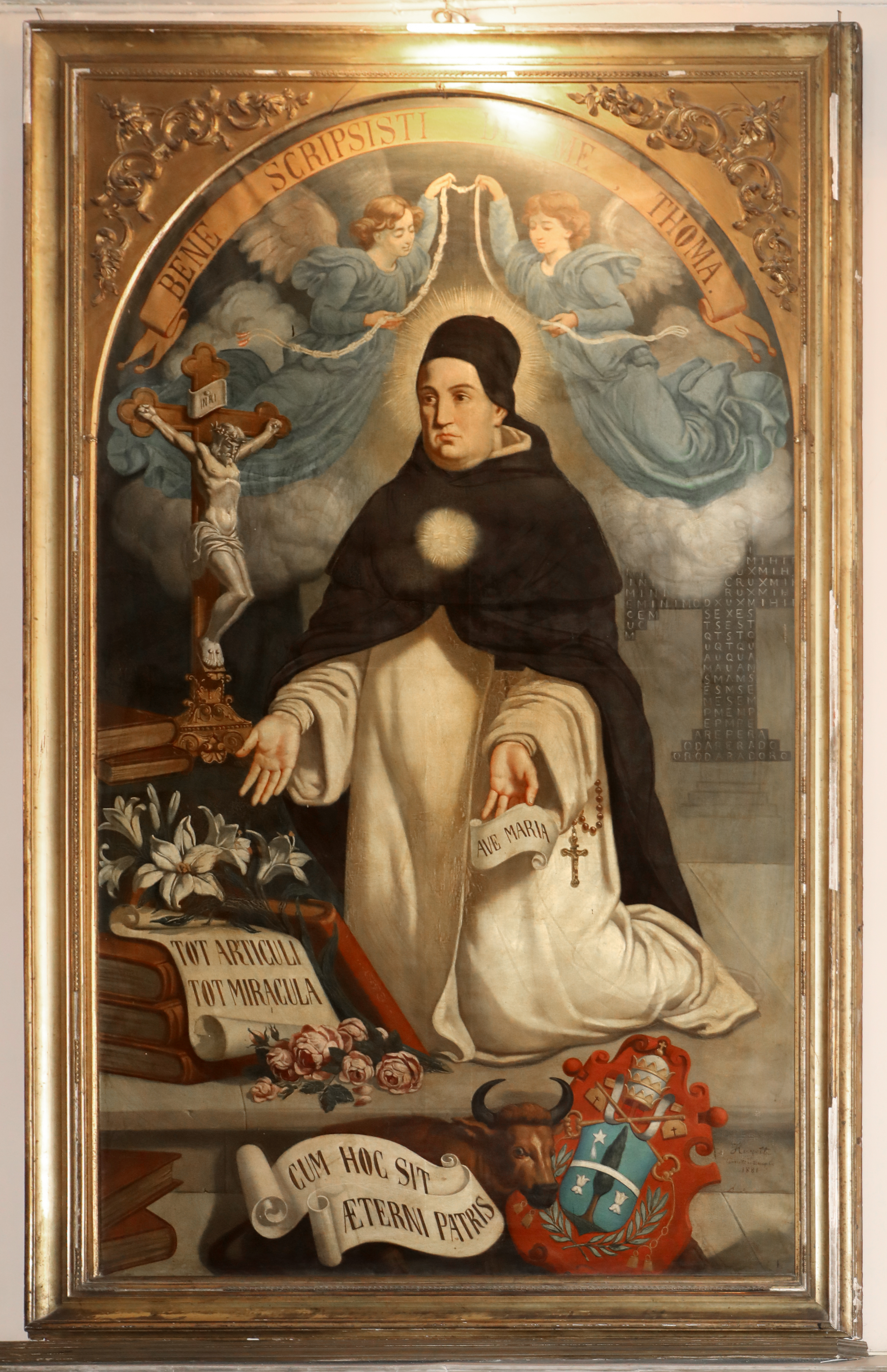
San Tommaso d'Aquino, il cui pensiero ha influenzato l'intero Neotomismo. Dipinto di François Claude Hayette

Il neotomismo, noto anche come neoscolastica, è un movimento filosofico e teologico sviluppatosi in età contemporanea.
Il movimento nacque agli inizi dell'Ottocento ma conobbe il suo massimo sviluppo intorno alla prima metà del XX secolo. Tale scuola filosofica si fonda sul recupero del pensiero di san Tommaso d'Aquino, che, con opportuni adattamenti e reinterpretazioni, viene considerato fonte di sapere e guida spirituale imperiture.
Tra i massimi esponenti del Neotomismo figurano, tra gli altri: Réginald Garrigou-Lagrange, Antonin-Dalmace Sertillanges, Jacques Maritain, Étienne Gilson, Sofia Vanni Rovighi, Francesco Olgiati e Augusto Del Noce.
Alcuni studiosi, fra i quali Augusto Del Noce, rifiutano l'equipollenza dei termini neotomismo e neoscolastica.

## Il contesto storico

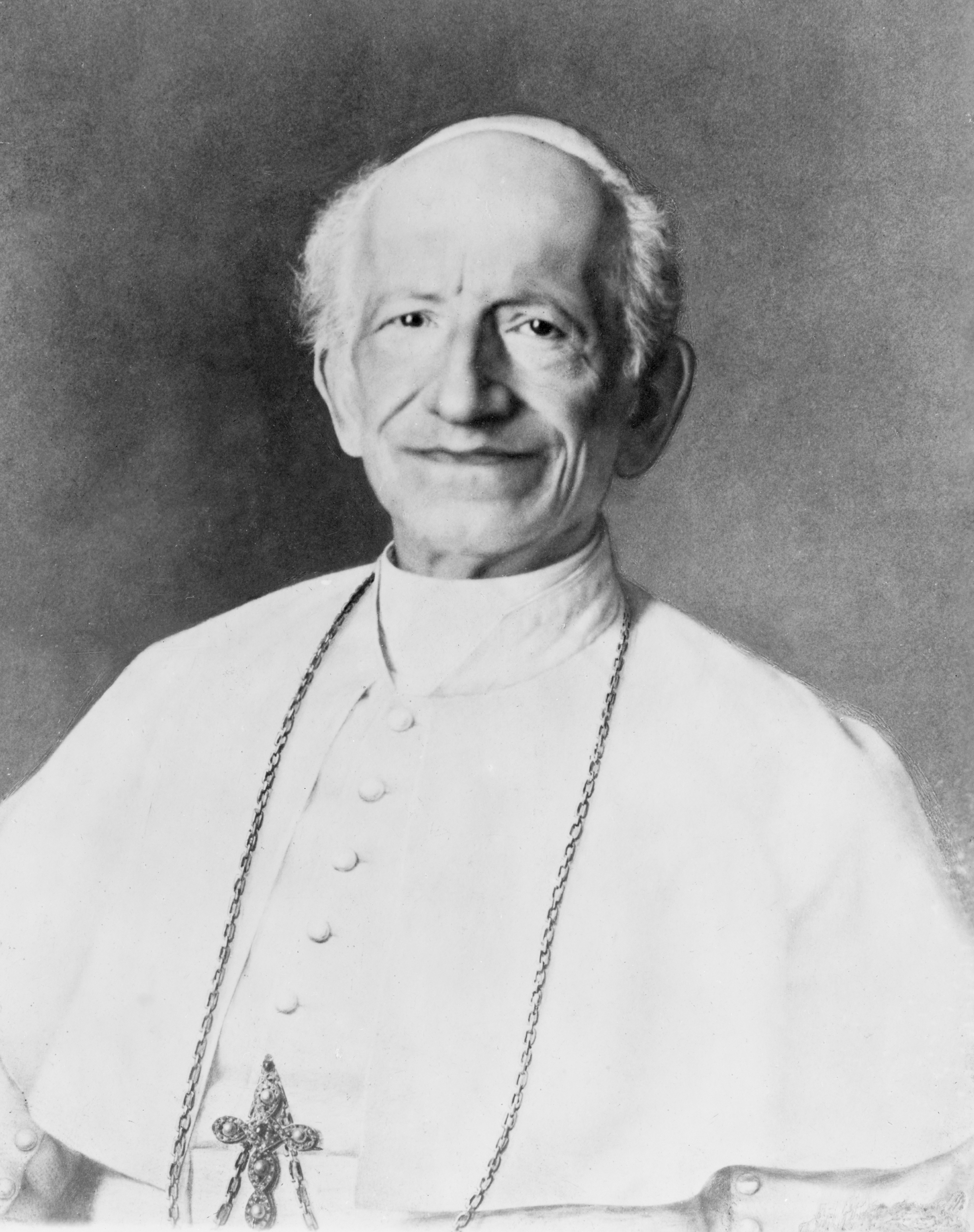
Papa Leone XIII, promotore del pensiero Neotomista

Un notevole interesse per lo studio del tomismo, e, più in generale, della filosofia scolastica, iniziò a delinearsi in Europa, soprattutto in Italia, fin dagli anni venti e trenta del XIX secolo (Serafino Sordi, Luigi Taparelli d'Azeglio, Matteo Liberatore, Gaetano Sanseverino, ecc.) e trovò un punto di riferimento di primaria importanza nella rivista gesuitica Civiltà Cattolica, fondata nel 1850. 
Tuttavia il vero iniziatore del movimento neotomista fu papa Leone XIII che, in una celebre enciclica, la Aeterni Patris (1879), esaltò, mediante espliciti richiami, la grandezza di Tommaso d'Aquino e della sua opera immortale. Il messaggio era rivolto anche e soprattutto a molti teologi e intellettuali cattolici che, dopo aver «messo in disparte il patrimonio dell'antica sapienza, vollero piuttosto tentare cose nuove che aumentare e perfezionare con le nuove le antiche».
Nel 1880, l'istituzione di un'Accademia tomistica, con sede a Roma, confermò la ferma volontà del Pontefice di dare impulso agli studi sul santo e sulle dottrine ricollegate alla sua persona. Nel decennio successivo sotto la spinta di Leone XIII venne istituita una cattedra di filosofia tomistica presso l'università di Lovanio mentre a Roma il Papa in persona seguì i lavori di riedizione della Summa Theologiae.
Nel 1914, sotto l'impulso di Pio X, successore di Leone XIII, la Congregazione per l'Educazione cattolica, dipendente dalla Curia romana, approvò una serie di ventiquattro tesi tomiste che nel 1917, durante il pontificato di Benedetto XV, entrarono definitivamente a far parte del corpus dottrinario ufficiale della Chiesa. Tali tesi ispirarono anche alcune norme dei Codici di diritto canonico che in quegli stessi anni, e negli anni immediatamente successivi, stavano subendo un profondo processo di revisione.

## Le idee di base

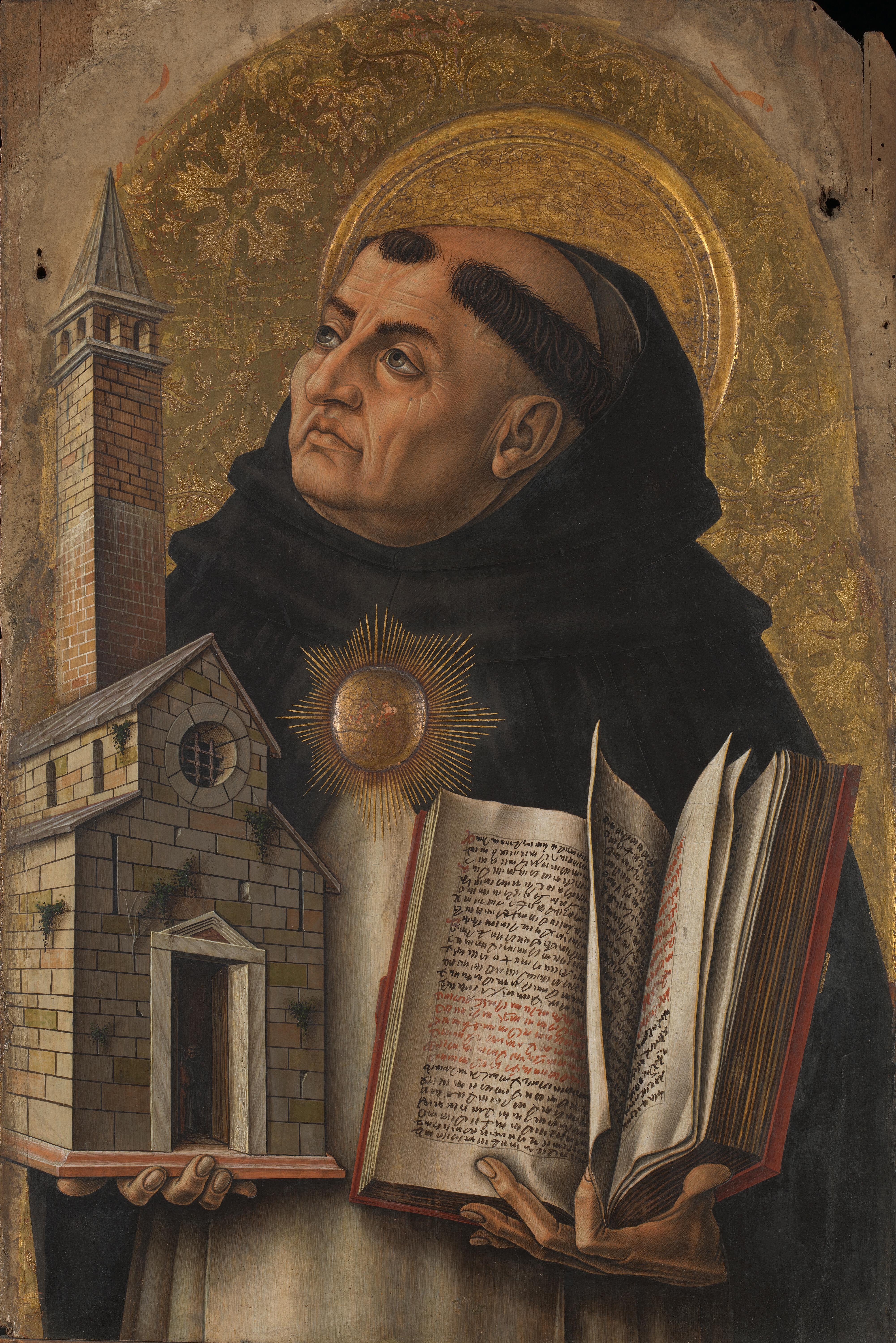
San Tommaso d'Aquino, da un polittico di Carlo Crivelli (1476)

L'impulso dato alla rivalutazione del tomismo dai tre pontefici e dalle alte gerarchie ecclesiastiche vaticane, fu raccolto, fin dai primi decenni del XX secolo, da un certo numero di filosofi e teologi di matrice cattolica che ebbero il merito di approfondire e di reinterpretare il pensiero di Tommaso d'Aquino e, più in generale, quello cristiano di epoca medievale. Va comunque sottolineato che all'interno di tale movimento, che non riuscì mai a strutturarsi come scuola, convissero personalità anche molto distanti fra di loro che diedero vita a correnti di pensiero non sempre riconducibili a dottrine e impostazioni univoche. Esistono tuttavia alcune connotazioni comuni che uniscono le personalità di spicco della corrente neotomista e che possono essere così sintetizzate:
- il rifiuto del pragmatismo, dell'irrazionalismo e del modernismo, imperanti in Europa nei primi decenni del Novecento, incapaci di dare risposte positive all'uomo e ai suoi problemi esistenziali e in qualche modo responsabili della crisi dei valori base dell'etica cristiana;
- l'esaltazione di san Tommaso quale massimo esponente della filosofia cristiana di tutti i tempi e del tomismo, cuore del corpus dottrinario cattolico, quale strumento indispensabile di interpretazione dell'uomo e dei suoi rapporti con Dio;
- la centralità dello studio della metafisica dell'essere (esse), sulle linee tracciate da San Tommaso, come chiave di volta di una visione armonica e autenticamente cristiana della vita.

## I protagonisti
Fra i pionieri del movimento vi fu Martin Grabmann che fin dal 1909-1911 con la sua Storia del metodo scolastico (Die geschichte der scolastischen methode) iniziò a porsi una serie di interrogativi sul concetto dell'essere per il filosofo aquinate, che sviluppò successivamente (1912) in San Tommaso d'Aquino, una introduzione alla sua personalità e al suo pensiero (Thomas von Aquin, eine einführung in seine persönlichkeit und gedankenwelt). In quegli stessi anni, in Francia e in Italia (dove insegnava), il domenicano francese Réginald Garrigou-Lagrange dava alle stampe Le sens commun, la philosophie de l'être et les formules dogmatiques (1909) e Dieu, son existence et sa nature (1914). In tali saggi il teologo esprimeva una ferma condanna nei confronti dell'agnosticismo dei filosofi moderni e contemporanei mettendo nel contempo in risalto la profonda originalità e la grande attualità della filosofia della conoscenza di San Tommaso, pur se strettamente legata a quella aristotelica.
Contemporaneo, o quasi, di Garrigou-Lagrange fu il francese Antonin-Dalmace Sertillanges che, a differenza del primo, si interessò più alla metafisica che non alla gnoseologia tomistica. Sertillanges vide in San Tommaso il profeta della verità, massimo rinnovatore del pensiero aristotelico e non suo semplice emulo, come talvolta era stato ingiustamente giudicato.

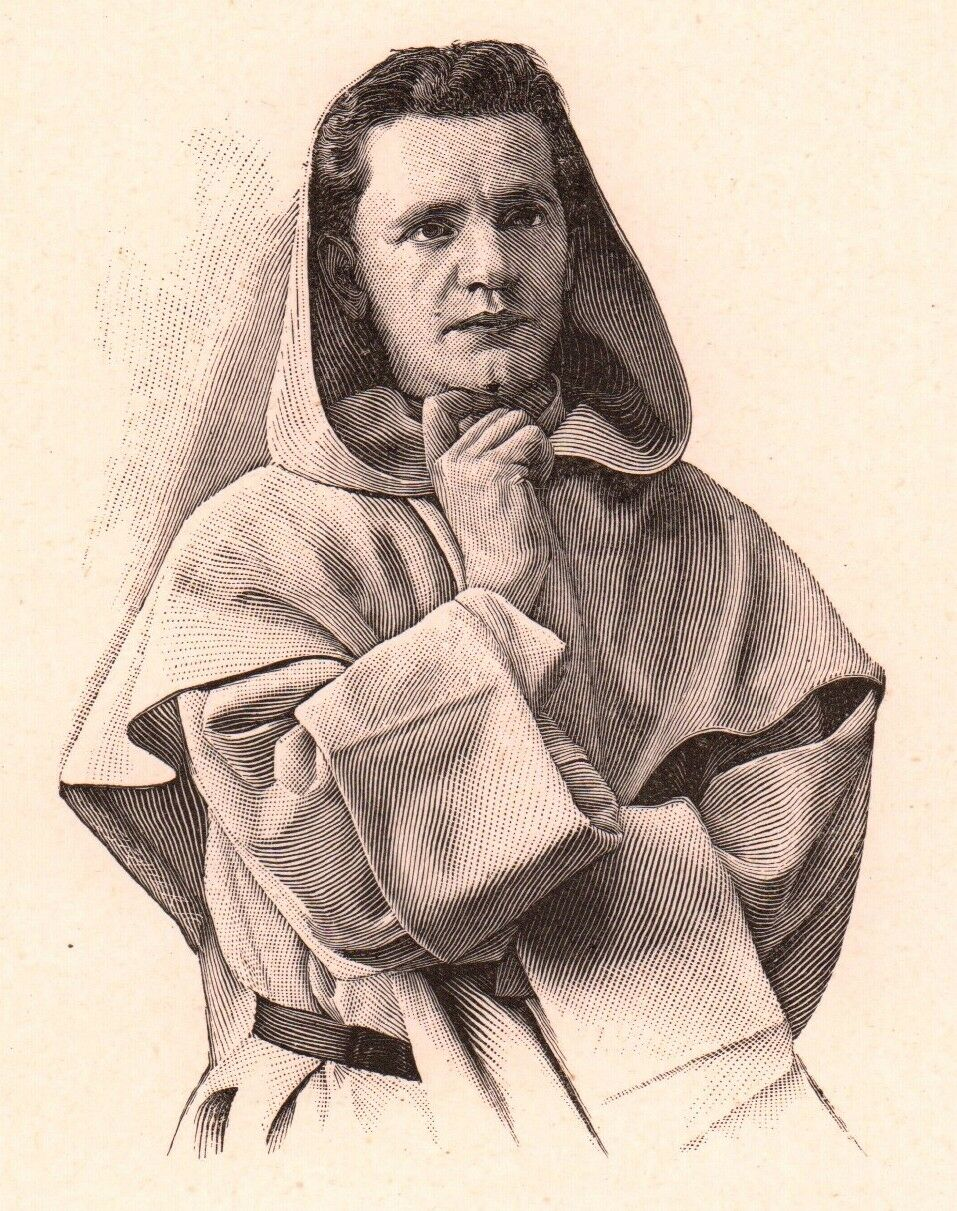
Antonin-Dalmace Sertillanges

Anche Jacques Maritain, di qualche anno più giovane, fu un grande studioso della metafisica di San Tommaso. Di formazione protestante e sposato con una ebrea russa, si convertì in gioventù al cattolicesimo. Fu sicuramente il più noto ed influente fra i neotomisti francesi. Spirito progressista, considerava la democrazia e le libertà moderne valori irrinunciabli che si armonizzavano pienamente con la filosofia dell'Aquinate. Teorizzò, in alcune sue opere, un umanesimo, che egli stesso definì «teocentrico», ispirato al messaggio cristiano. Tale umanesimo rifuggiva sia dal pragmatismo che dall'irrazionalismo, che, secondo il filosofo francese, erano i veri mali del pensiero contemporaneo.
Fra i grandi neotomisti della prima metà del Novecento si collocano anche il gesuita belga Joseph Maréchal e il francese Étienne Gilson. Maréchal, grande conoscitore della filosofia moderna oltre che medievale, riuscì a conciliare il criticismo kantiano con la teoria della conoscenza di San Tommaso. Gilson dal canto suo sviluppò un'interpretazione assai originale del pensiero dell'Aquinate, che egli considerava in assoluto come il primo filosofo che era riuscito a sviluppare una vera e propria metafisica dell'essere, cioè una metafisica di tipo esistenziale.
In Italia il massimo esponente del neotomismo è stato Amato Masnovo, che fra i primi mise in evidenza, accanto alla matrice aristotelica del pensiero di San Tommaso, anche quella platonica, neoplatonica ed agostiniana. Altri rappresentanti italiani di spicco del movimento furono Sofia Vanni Rovighi, il prete Francesco Olgiati e il frate Agostino Gemelli, che furono tra i fondatori dell'Università Cattolica di Milano, una delle roccaforti del pensiero neotomista contemporaneo in Italia ed Europa. Sempre collegato alla Cattolica di Milano, anche se da questa espulso nel 1931 in disputa con le concezioni prevalenti sulla dimostrazione a priori dell'ente, Giuseppe Zamboni contribuì con gli studi di Gnoseologia pura ad indicare una via razionale al fondamento della conoscenza, dell'ontologia e della metafisica. In una posizione più defilata ed autonoma si collocano invece Gustavo Bontadini, Giacinto Tredici e Paolo De Lucia. In Svizzera il più importante fu il ticinese Romano Amerio.

### Tomismo trascendentale
Il tomismo trascendentale nacque nel Novecento con l'obbiettivo di coniugare il tomismo classico soprattutto col kantismo, ma anche con la filosofia moderna e la fenomenologia di Heidegger. Il nome nasce appunto dall'unione del tomismo con la filosofia trascendentale di Kant. Il movimento si sviluppò in Germania.
I principali rappresentanti furono Emerich Coreth, Pierre Rousselot, Joseph Maréchal (ideatore del metodo trascendentale sviluppato da Karl Rahner), Bernard Lonergan, JB Lotz, Otto Muck, Antoni B. Stępień, Marian Jaworski.

## Principali autori

### Tomismo classico (s. XIII-XV)
- Fray Martín de Ateca O.P. (? - 1306).[8]
- Bernardo de Trilla
- Herveo de Nédellec
- Pedro de Alvernia
- Reginaldo de Piperno
- Tolomeo de Lucca
- Giovanni Regina di Napoli
- Ferrer, catalano
- Romeu, magliorchino
- San Raimondo di Peñafort O.P. (1180-1275)
- Raimundo Martí O.P. (1220-1284)
- Egidio Romano O.S.A. (1247-1236)
- Nicolás Aymerich O.P. (1320-1399)
- San Vicente Ferrer O.P. (1350-1419)
- Johannes Capreolus O.P. (1380-1444), chiamato Princeps thomistarum
- Tomás de Sutton
- Pedro de Bérgamo
- Pablo Barbo Soncinas (m. 1494)

### Tomismo barocco (s. XV-XVI)
- Tommaso di Vio O.P., Caietano (1469-1534)
- Crisóstomo Javelli (1472-1538)
- Francesco Silvestre da Ferrara O.P., il Ferrariense (1474-1526)
- Conrado Koellin (1476-1536)
- Francisco de Vitoria O.P. (1492-1546)
- Domingo de Soto O.P. (1495-1560)
- Pedro de Soto O.P. (1501-1563)
- Melchor Cano O.P. (1509-1560)
- Tomás de Mercado O.P. (1523-1575)
- Domingo Báñez O.P. (1528-1604)
- Bartolomé de Medina (teólogo) O.P. (1528-1580)
- Luis de Molina S.J. (1536-1600)
- Francisco Zumel (1540-1607)
- Francisco Suárez S.J. (1548-1617)
- Diego Álvarez de Paz S.J. (1560-1620)
- Rafael Ripa (m. 1611)
- Pedro de Ledesma (m. 1616)
- Tomás de Lemos
- Juan Pablo Nazari (1556-1646)
- Francisco de Araujo (1580-1664)
- Pedro de Godoy O.P. (m. 1677)
- Francisco Sylvius (1581-1649)
- Antonio de la Madre de Dios (1587-1641)
- Miguel de la Trinidad (1588-1661)
- Juan de Santo Tomás O.P. (1589-1644)
- Diego Mas (m. 1608)
- Tomás de Vallgornera (m. 1665)

### Tomismo tardivo (s. XVII-XVIII)
- Antonio Reginaldo (1605-1676)
- Juan Bautista Gonet (1616-1681)
- Juan Tomás de Rocaberti O.P. (1627-1699)
- Antonio Massoulié (1632-1706)
- Antonio Goudin (1640-1695)
- Vicente Contenson (1641-1674)
- Vicente Ludovico Gotti (1664-1742)
- Carlos María Renato Billuart (1685-1757)
- Daniel Concina (1687-1756)
- G. V. Patuzzi (1700-1769)
- Juan de los Santos

## Neotomismo (o Neoscolastica) (s. XIX-XXI)

### Tomismo italiano
- Salvatore Maria Roselli (?-1785)
- Vincenzo Buzzetti (1771-1824)
- Domenico Sordi (1790-1880)
- Serafino Sordi (1793-1865)
- Luigi Taparelli d'Azeglio (1793-1862)
- Carminatti (1798-1851)
- Giuseppe Pecci (1807-1890)
- Gioacchino Pecci, futuro papa Leone XIII
- Carlo Maria Curci, S.I. (1810-1891)
- Matteo Liberatore (1810-1892)
- Gaetano Sanseverino (1811-1865)
- Giovanni Battista Tornatore, C.M. (1820-1895)[9]
- Nunzio Signoriello (1831-1889)
- Tommaso Maria Zigliara (1833-1893)
- Giuseppe Prisco (1835-1923)
- cardinale Francesco Satolli (1839-1910)
- Santo Schiffini (1841-1906)
- mons. Salvatore Talamo (1844-1932)
- Alberto Barberis, C.M. (1847-1896)
- Giovanni Battista Vinati (1847-1917)
- Umberto degl'Innocenti
- Giuseppe Zamboni (1875-1950)
- Agostino Gemelli, O.F.M. (1878-1959)
- Carlo Mazzantini (1895-1971)
- Romano Amerio (1905-1977)
- Cornelio Fabro (1911-1995)
- Tomáš Týn, O.P. (1950-1990)
- Sofia Vanni Rovighi
- Angelo Campodonico
- Raimondo Spiazzi, O.P.
- mons. Antonio Piolanti
- mons. Brunero Gherardini
- Roberto De Mattei
- p. Vincenzo Benettollo, O.P.
- Giovanni Turco
- p. Sergio Parenti, O.P.
- Armando Rigobello
- p. Battista Mondin, S.X.
- cardinale Camillo Mazzella, S.I.
- cardinale Tommaso Maria Zigliara
- O.P. Cornoldi
- cardinale Benedetto Lorenzelli
- Priso Signoriello
- Lepidi
- Tabarelli
- Ballerini
- De Maria
- Chiesa
- Giuseppe Barzaghi, O.P.
- Umberto Galeazzi
- Emmanuele Morandi
- Vittorio Possenti
- Dezza
- Lottin
- Padovani
- Petruzzellis
- Roberti
- Jullien
- cardinale Dino Staffa
- Felice Capello, S.I.
- Riccobono
- Albertorio
- De Francisci
- Capograssi
- Del Vecchio
- Gonella
- Luigi Einaudi
- Vittorio Emanuele Orlando
- Santi Romano
- Del Giudice
- Carnelutti
- G. Di Napoli
- C. Carbone
- cardinale Gaetano Bisleti
- F. Zamboni
- cardinale Pietro Parente
- Masnovo
- Olgiati
- Cordovani
- Laurenti
- Salotti
- Mercati
- Roberti
- Pizardo
- Ruffini
- Michele Federico Sciacca
- L. Bogliolo
- F. Cacucci
- A. Galli
- Mario Valentino Ferrari
- G. Perini
- L. Salerno
- P. C. Landuci
- Andrea Milano
- U. Pellegrino
- cardinale Mario Luigi Ciappi, O.P.
- Luigi Bogliolo S.D.B.
- R. Moretti
- T. S. Centi
- Luigi Bogliolo
- Mario Pangallo
- Dario Composta S.D.B.
- Reginaldo M. Pizzorni, O.P.
- Emmanuele Morandi
- Enrico Bini
- Giuseppe Perini
- Fabio Gambetti
- Pasquale Orlando
- Giovanni Cavalcoli, O.P.
- Pasquale Giustiniani
- Tarcisio Stramare
- Romano Saurini
- Lourdes Grosso
- Marco D’Avenia
- Carmine Matarazzo

### Tomismo in lingua francese
- cardinale Désiré-Joseph Mercier
- Enrique Denifle (1844-1905)
- M. T. Coconnier (1846-1908)
- cardinale Louis Billot, S.I. (1846-1931)
- Pedro Mandonnet (1858-1936)
- Ambroise Gardeil, O.P. (1859-1931)
- Antonin-Dalmace Sertillanges, O.P. (1863-1948)
- Réginald Garrigou-Lagrange, O.P. (1877-1964)
- Jacques Maritain (1882-1973)
- Étienne Gilson (1884-1978)
- Joseph Maréchal
- Charles Boyer (filosofo), S.I.
- Yves Simon (filosofo)
- Louis de Raeymaecker
- cardinale Charles Journet (1891-1975)
- Louis Jugnet
- Aimé Forest
- Joseph De Finnance
- Servais-Théodore Pinckaers
- Roger Verneaux
- cardinale Georges Cottier O.P. (1922-2016)
- Bourquard
- Sauvé
- De la Bouillerie
- P. Mandonet
- P. Rousselot
- P. Geny
- H. Grenier
- T. Pégues
- E. Buonpensiere
- E. Hugon
- M. D. Rolland-Gossellin
- J. Gardair
- E. Domet de Vorges
- A. de Poulpiquet
- Ph. Delhayé
- F. X. Maquart
- F.J. Thonnard
- J. Leclercq
- R. Jolivet
- L. Lachance
- Yves Floucat
- Bertrand de Margherie S.J.
- Paquet, Bounpensiere
- Le Rohellec
- Lépicier
- De la Taille
- A. Trapé
- Benoït Duroux O.P.
- L. Jammarrone
- P. Toinet
- Patrick de Laubier
- Edmond Barbotin
- Pierre Adnès

### Tomismo spagnolo
Eccetto Domenicani spagnoli e Scuola tomistica di Barcellona.
- Andrés de Guevara, S.I. (1748-1801)
- Felipe Puigserver
- José Vida
- Narciso Puig
- Francisco Xarrié
- Antonio Sendil
- Pedro Texeiro
- Rafael de Vélez, O.F.M.Cap. (1777-1850)
- Lorenzo Arrazola (1795-1873)
- Rafael José de Crespo
- Jaime Balmes (1810-1848)
- Juan Manuel Ortí y Lara (1826-1904)
- Antonio José Pou y Ordinas (1834-1900)
- Manuel Barbado (1844-1945)
- Alejandro Pidal y Mon (1846-1913)
- mons. José Torras y Bages (1846-1916)
- mons. Antonio Hernández Fajarnés (1851-1909)
- Damián Isern y Marco (1852-1914)
- Eduardo de Hinojosa (1852-1919)
- Francisco Fernández de Henestrosa
- José Miralles Sbert (1860-1920)
- Miguel de Esplugas (1870-1934)
- Luis Alonso Getino (1877-1946)
- Carlos Cardó (1884-1958)
- Francisco Barbado
- Bartolomé Xiberta, O. Carm. (1897-1967)
- Francisco Marín-Sola, S.I.
- Leopoldo Eulogio Palacios (1912-1981)
- Angel González Álvarez (1916-1991)
- Juan Vallet de Goytisolo (1917-2011)
- Rafael Gambra Ciudad (1920-2004)
- Antonio Millán-Puelles (1921-2005)
- Jesús García López (1924-2005)
- Carlos Cardona (1930-1993)
- Ramón García de Haro (1931-1996)
- Mariano Artigas (1938-2006)
- Luis Clavell Martínez-Repiso
- Miguel Ayuso (1961)
- Fermín de Urmeneta y Cervera
- José-Apeles Santolaria de Puey y Cruells
- Jesús García López
- Angel Luis González
- Rafael Alvira
- Tomás Melendo
- Armando Segura
- Luis Romera
- Juan Manuel Burgos
- Alfonso García Marqués
- Patricia Moya
- Javier Pérez Guerrero
- Javier Aranguren
- Juan Fernando Sellés
- Enrique Rivera de Ventosa
- José J. Escandell
- Joaquín Ferrer
- Antonio Segura Ferns
- Modesto Santos
- José Ángel García Cuadrado
- José Miguel Serrano Ruiz-Calderón
- Estanislao Cantero
- Consuelo Martínez-Sicluna
- José Luis Fernández
- Fernando Pascual
- Rafael Pascual, L.C.
- Dionisio Roca
- Ana Marta González
- Jordi Girau
- José Mª Ciurana
- José Ortiz
- Pedro Rodríguez
- Agustín Basave Fernández del Valle
- Josep-Ignasi Saranyana
- Sergio Rául Castaño
- Álvaro Huerga
- Gustavo Eloy Ponferrada
- José María Romero
- Fernando Gutiérrez
- Gonzalo Soto Posada
- Alejandro Saavedra S.D.B.
- Lydia Jiménez
- José Antonio Izquierdo Labeaga

#### Domenicani spagnoli
- Juan Tomás de Boxadors, O.P. (1703-1780)
- Francisco Alvarado, O.P. (1756-1814), il "Filósofo rancio"
- Ceferino González y Díaz Tuñón, O.P. (1831-1895)
- Norberto del Prado, O.P. (1852-1918)
- Juan González Arintero, O.P. (1860-1928)
- Santiago Ramírez, O.P. (1891-1967)
- Aniceto Fernández, O.P. (1895-1981)
- Guillermo Fraile, O.P. (1909-1970)
- Teófilo Urdánoz, O.P. (1912-1987)
- Antonio Royo Marín, O.P. (1913-2005)
- Victorino Rodríguez (teóoogo), O.P. (1926-1997)
- José Todolí, O.P.
- Juan José Gallego, O.P.
- Jordán Gallego, O.P.
- Quintín Turiel, O.P.
- Vicente Cudeiro, O.P.
- Armando Bandera O.P.
- Marcos F. Manzanedo, O.P.
- Mateo Febrer, O.P.
- Vicens Igual, O.P.
- Juan José Llamedo, O.P.
- Abelardo Lobato, O.P. (1925)
- Juan José Llamedo, O.P.
- Enrique Almeida, O.P.

#### Scuola tomistica di Barcellona
- Ramón Orlandis Despuig, S.I. (1873-1958)
- Jaume Bofill i Bofill (1910-1965)
- Francisco Canals Vidal (1922-2009)
- José María Petit Sullá (1940-2007)
- José María Alsina Roca
- Eudaldo Forment
- Antoni Prevosti
- Pedro Suñer, S.I.
- Margarita Mauri
- Ignacio Guiu
- José María Romero
- Francisca Tomar
- Evaristo Palomar
- Misericordia Anglés
- Juan Martínez Porcell
- Magdalena Bosch
- Javier Echave-Sustaeta del Villar
- José Manuel Moro
- Antonio Amado
- Santiago Fernández Burillo
- Juan García del Muro
- Pau Giralt
- Ignacio Azcoaga Bengoechea
- Hug Banyeres
- Enrique Martínez
- Alex Verdés
- Nuria Paredes
- Teresa Signes
- Fernando Melero
- Gregorio Peña
- Laura Casellas
- Javier Barraycoa
- Lluís Seguí Pons
- Miguel Angel Belmonte
- José Mª Montiu
- José Manuel Zubicoa
- José Mª Mundet
- Miguel Subirachs
- Jordi Gil
- Jorge Soley
- José Luis Ganuza

### Tomismo ispano-americano

#### Tomismo argentino
- Tomás D. Casares (1895-1976)
- P. Leonardo Castellani S.J. (1899-1981)
- Julio Meinvielle (1905-1973)
- Ismael Quiles, jesuita (1906-1993)
- mons. Octavio Derisi (1907-2002)
- Carlos Sacheri
- Juan Alfredo Casaubón
- Emilio Komar (1921-2006)
- Alberto Caturelli (1927-2016)
- Francisco Leocata S.D.B. (1944)
- Juan José Sanguineti
- Ignacio Andereggen (1958)
- Gabriel J. Zanotti
- Alfredo Sáenz S.J.
- Mario Enrique Sachi
- Gustavo Eloy Ponferrada
- María C. Donadio Maggi de Gandolfi
- Jorge Héctor Padrón
- José Ricardo Pierpauli
- Carlos Massini

#### Tomismo messicano
- Osvaldo Robles
- Agustín Basave Fernández del Valle
- Mauricio Beuchot
- Fernando Gutiérrez Godínez

#### Tomismo cileno
- P. Osvaldo Lira ss.cc. (1904-1996)
- Juan Antonio Widow
- Mirko Skarika
- Patricio Lombardo
- Mauricio Echeverría
- Fernando Moreno
- Eloy Sardon

#### Tomismo equatoriano
- Enrique Almeida
- José Vega Delgado

#### Tomismo venezuelano
- Rafael Tomás Caldera
- Francisco Rivero

#### Tomismo peruviano
- Alejandro Saavedra

### Tomismo in lingua tedesca
- Martin Grabmann
- Joseph Gredt
- Gallus Manser
- Erich Przywara
- Gustav Siewerth
- Rudolf Allers
- Emerich Coreth
- Edith Stein
- Josef Pieper
- Kleutgen, Stöckl

### Tomismo in lingua inglese
- Joseph Owens
- Joseph Francis Lonergan
- Ralph McInnerny
- Alasdair MacIntyre
- Lawrence Dewan
- John F. Wippel

#### Tomismo analitico
- Elisabeth Anscombe
- John Haldane

### Tomismo polacco
- Józef Maria Bocheński
- Mieczysław Albert Krąpiec
- Karol Wojtyla (Papa Giovanni Paolo II), membro fondatore della Società Internazionale Tommaso d'Aquino (SITA)

### Tomismo olandese
- Peter Hoenen
- Leo Elders

### Tomismo belga
- Maurice De Wulf (1867-1947)
- Van Weddingen

### Altri
- E. Hugón, V. Remer, J. A. Gredt, F. Ehrle, G. Beghin-Rosé, Desiderio Nys, A. Farges, J. V. de Got, R. Schultes, P. Geny, Gallus M. Manser O.P., A. Horváth, D. Prümmer, B.H. Merkelbach, L. de Raeymaeker, L.B. Geiger, R.P. Philips, H. Meyer, E. Welty, G. Sieweth, A.F. Utz, G. Van Riet, A. H. Henry, R. E. Brennan, W. Farrell, Daniel Ols O.P., Domet de Vorges, Commer, De Groot, Lemius, Miguel Lega, Jansens, Browne, Gabriel de S.M. Magdalena, G. G. Mattiussi, L. Fanfani, M. Daffara, Landgraf, G. Siegmund, G. Kalinowski, Cl. Vansteekiste, G. B. Dougherty, Joseph Schumacher, Adrian J. Reimers, Francesco Andreu, Wilhelm Imkamp, Roberto Busa, Leo Scheffczy, Mario Enrique Sacchi, Waclaw Swierzwski, Th. María Helena da Guerra Pratas, Arthur Burton Calkins, Gerardo Rocha, Edward Kaczynski O.P., Aníbal Fosbery O.P., Rolando de la Rosa O.P., Gerardo Rocha, M. A. Krapiec O.P., Dalia Marija Stanciene, mons. Felipe Bacarreza, Mary Rose Barral, Angela Ales Bello, Fernand van Steenberghen, Armand Maurer, Charles de Koninck, James A. Weisheipl, Jean-Pierre Torrell, Odon Lottin O.S.B., John F. Wippel, Juan Alfredo Casaubón, Ignacio Andereggen, Juan R. Sepich (en su primera época), Guido Suaje Ramos, Domingo Basso O.P.

## Opere di autori neotomisti (selezione)
- Romano Amerio, Iota Unum. Studio delle variazioni della Chiesa Cattolica nel secolo XX, I edizione, Milano-Napoli, R. Ricciardi, 1985. Poi Torino, Lindau, 2009; Verona, Fede & Cultura, 2009
- Gustavo Bontadini, Conversazioni di metafisica (II edizione), Milano, Vita e Pensiero, 1995
- Réginald Garrigou-Lagrange, Le Divine perfezioni secondo la dottrina di S. Tommaso, Roma, Ed. F. Ferrari, 1923
- Réginald Garrigou-Lagrange, Essenza ed attualità del tomismo, Brescia, Edizioni La Scuola, 1947
- Réginald Garrigou-Lagrange, La sintesi tomistica, Brescia, Tip. Ed. Queriniana, 1953
- Martin Grabmann, San Tommaso d'Aquino. Una introduzione alla sua personalità e al suo pensiero (Tradotto dal tedesco da Giacomo Di Fabio). II edizione, Milano, Soc. Edit. Vita e Pensiero, 1929
- Martin Grabmann, San Tommaso d'Aquino. Introduzione alla sua personalità e al suo pensiero, (Tradotto dal tedesco da Giacomo Di Fabio) (III edizione italiana), Milano, Soc. Ed. Vita e Pensiero, 1940
- Étienne Gilson, L'esprit de la philosophie medievale (II edizione rivista), Parigi, J. Vrin Ed., 1944
- Étienne Gilson, Le thomisme, introduction a la philosophie de Saint Thomas d'Aquin (V edizione rivista e ampliata), Parigi, J. Vrin Ed., 1947
- Étienne Gilson L'Être et l'essence, Parigi, J. Vrin, 1948.
- Étienne Gilson, Elementi di filosofia cristiana, Brescia, Morcelliana, 1964
- Joseph Maréchal, Il punto di partenza della metafisica, il tomismo di fronte alla filosofia critica, Milano, Soc. Ed. Vita e Pensiero, 1995
- Jacques Maritain Art et scolastique, Parigi, Librairie de l'Art Catholique, 1920
- Jacques Maritain Le Docteur Angélique, Parigi, Paul Hartmann, 1929
- Jacques Maritain De la philosophie chrétienne, Parigi, Desclée de Brouwer Ed., 1933
- Jacques Maritain Humanisme intégral, Parigi, Fernand Aubier, 1936 (prima edizione: Problemas espirituales y temporales de una nueva cristianidad, Madrid, El Signo, 1935)
- Jacques Maritain La philosophie morale. Examen historique et critique des grands systèmes, Parigi, Gallimard, 1960
- Amato Masnovo, Sant' Agostino e San Tommaso, concordanze e sviluppi, Milano, Soc. Ed. Vita e Pensiero, 1942
- Amato Masnovo, La pace secondo San Tommaso, Milano, Soc. Ed. Vita e Pensiero, 1918
- Amato Masnovo, Il neo-tomismo in Italia. Origini e prime vicende, Milano, Soc. Ed. Vita e Pensiero, 1924
- Amato Masnovo, Introduzione alla Somma teologica di s. Tommaso: Saggi e documenti, Brescia, Edizioni La Scuola, 1946
- Francesco Olgiati, L'anima di San Tommaso, saggio filosofico intorno alla concezione tomista, Milano, Soc. Ed. Vita e Pensiero, 1923
- Giuseppe Zamboni, Introduzione al corso di gnoseologia pura, Soc. Ed. Vita e Pensiero (Tip. S. Giuseppe), Milano, 1924
- Giuseppe Zamboni, Studi sulla Critica della ragione pura, a cura di Ferdinando Luigi Marcolungo, QuiEdit,Verona, 2017
- Giuseppe Zamboni, Sistema di gnoseologia e di morale, a cura di Ferdinando Luigi Marcolungo, QuiEdit, Verona, 2019
- Antonin-Dalmace Sertillanges I tempi moderni, Brescia, Morcelliana, 1948
- Antonin-Dalmace Sertillanges San Tommaso d'Aquino, Brescia, Morcelliana, 1931
- Sofia Vanni Rovighi, L'antropologia filosofica di San Tommaso d'Aquino, Bari, Laterza, 1965
- Sofia Vanni Rovighi, Introduzione a Tommaso d'Aquino (X edizione), Roma-Bari, Laterza, 2002